# Bout de Zan revient du cirque
Pour plus de détails, voir Fiche technique et Distribution.
Bout de Zan revient du cirque est un film muet français réalisé par Louis Feuillade et sorti en 1912.

## Fiche technique
- Titre : Bout de Zan revient du cirque
- Réalisation : Louis Feuillade
- Scénario : Louis Feuillade
- Société de production : Société des Établissements L. Gaumont
- Pays d'origine :  France
- Langue : film muet avec les intertitres en français
- Format : Noir et blanc — 35 mm — 1,33:1 — Muet
- Métrage :
- Genre : Comédie
- Durée : 4 minutes
- Date de sortie : 
  - France : 13 décembre 1912

## Distribution
- René Poyen : Bout de Zan
- Renée Carl : la mère
- Paul Manson : le père
- Jeanne Saint-Bonnet : la bonne